# Burchard Ratepilate
Burchard, genannt Ratepilate (Bouchard Ratepilate) war Graf von Vendôme.
Er war der erste Graf aus der Familie der französischen Burchardinger, dessen Existenz sicher beweisbar ist.
Er ist 930 und 956 belegt. 967 war sein Sohn Burchard der Ehrwürdige bereits Inhaber des Grafentitels.